# مقاطعة ماديرا (كاليفورنيا)
مقاطعة ماديرا (بالإنجليزية: Madera County)‏ هي إحدى مقاطعات ولاية كاليفورنيا في الولايات المتحدة الأمريكية.

## أعلام
- هنري فاريل